# Lista de mesorregiões e microrregiões do Espírito Santo

Mapa do Espírito Santo mostrando seus municípios agrupados em microrregiões, que por sua vez estão agrupadas em mesorregiões.

Esta é a lista de mesorregiões e microrregiões do Espírito Santo, estado brasileiro da Região Sudeste do país. O estado do Espírito Santo foi dividido geograficamente pelo IBGE em quatro mesorregiões, que por sua vez abrangiam 13 microrregiões, segundo o quadro vigente entre 1989 e 2017.
Em 2017, o IBGE extinguiu as mesorregiões e microrregiões, criando um novo quadro regional brasileiro, com novas divisões geográficas denominadas, respectivamente, regiões geográficas intermediárias e imediatas.

## Mesorregiões do Espírito Santo
| Mesorregião                     | Código | Número de municípios | Localização             | Microrregiões          | Código |
| ------------------------------- | ------ | -------------------- | ----------------------- | ---------------------- | ------ |
| Noroeste Espírito-Santense      | 01     | 17                   |                         | Barra de São Francisco | 001    |
| Noroeste Espírito-Santense      | 01     | 17                   | Nova Venécia            | 002                    |        |
| Noroeste Espírito-Santense      | 01     | 17                   | Colatina                | 003                    |        |
| Litoral Norte Espírito-Santense | 02     | 15                   |                         | Montanha               | 004    |
| Litoral Norte Espírito-Santense | 02     | 15                   | São Mateus              | 005                    |        |
| Litoral Norte Espírito-Santense | 02     | 15                   | Linhares                | 006                    |        |
| Central Espírito-Santense       | 03     | 24                   |                         | Afonso Cláudio         | 007    |
| Central Espírito-Santense       | 03     | 24                   | Santa Teresa            | 008                    |        |
| Central Espírito-Santense       | 03     | 24                   | Vitória                 | 009                    |        |
| Central Espírito-Santense       | 03     | 24                   | Guarapari               | 010                    |        |
| Sul Espírito-Santense           | 04     | 22                   |                         | Alegre                 | 011    |
| Sul Espírito-Santense           | 04     | 22                   | Cachoeiro de Itapemirim | 012                    |        |
| Sul Espírito-Santense           | 04     | 22                   | Itapemirim              | 013                    |        |

## Microrregiões do Espírito Santo divididas por mesorregiões

### Mesorregião do Noroeste Espírito-Santense
| Microrregião           | Código | Localização            | Municípios         |
| ---------------------- | ------ | ---------------------- | ------------------ |
| Barra de São Francisco | 001    |                        | Água Doce do Norte |
| Barra de São Francisco | 001    | Barra de São Francisco |                    |
| Barra de São Francisco | 001    | Ecoporanga             |                    |
| Barra de São Francisco | 001    | Mantenópolis           |                    |
| Nova Venécia           | 002    |                        | Águia Branca       |
| Nova Venécia           | 002    | Boa Esperança          |                    |
| Nova Venécia           | 002    | Nova Venécia           |                    |
| Nova Venécia           | 002    | São Gabriel da Palha   |                    |
| Nova Venécia           | 002    | Vila Pavão             |                    |
| Nova Venécia           | 002    | Vila Valério           |                    |
| Colatina               | 003    |                        | Alto Rio Novo      |
| Colatina               | 003    | Baixo Guandu           |                    |
| Colatina               | 003    | Colatina               |                    |
| Colatina               | 003    | Governador Lindenberg  |                    |
| Colatina               | 003    | Marilândia             |                    |
| Colatina               | 003    | Pancas                 |                    |
| Colatina               | 003    | São Domingos do Norte  |                    |

### Mesorregião do Litoral Norte Espírito-Santense
| Microrregião | Código | Localização   | Municípios         |
| ------------ | ------ | ------------- | ------------------ |
| Montanha     | 004    |               | Montanha           |
| Montanha     | 004    | Mucurici      |                    |
| Montanha     | 004    | Pinheiros     |                    |
| Montanha     | 004    | Ponto Belo    |                    |
| São Mateus   | 005    |               | Conceição da Barra |
| São Mateus   | 005    | Jaguaré       |                    |
| São Mateus   | 005    | Pedro Canário |                    |
| São Mateus   | 005    | São Mateus    |                    |
| Linhares     | 006    |               | Aracruz            |
| Linhares     | 006    | Fundão        |                    |
| Linhares     | 006    | Ibiraçu       |                    |
| Linhares     | 006    | João Neiva    |                    |
| Linhares     | 006    | Linhares      |                    |
| Linhares     | 006    | Rio Bananal   |                    |
| Linhares     | 006    | Sooretama     |                    |

### Mesorregião Central Espírito-Santense
| Microrregião   | Código | Localização             | Municípios     |
| -------------- | ------ | ----------------------- | -------------- |
| Afonso Cláudio | 007    |                         | Afonso Cláudio |
| Afonso Cláudio | 007    | Brejetuba               |                |
| Afonso Cláudio | 007    | Conceição do Castelo    |                |
| Afonso Cláudio | 007    | Domingos Martins        |                |
| Afonso Cláudio | 007    | Laranja da Terra        |                |
| Afonso Cláudio | 007    | Marechal Floriano       |                |
| Afonso Cláudio | 007    | Venda Nova do Imigrante |                |
| Santa Teresa   | 008    |                         | Itaguaçu       |
| Santa Teresa   | 008    | Itarana                 |                |
| Santa Teresa   | 008    | Santa Leopoldina        |                |
| Santa Teresa   | 008    | Santa Maria de Jetibá   |                |
| Santa Teresa   | 008    | Santa Teresa            |                |
| Santa Teresa   | 008    | São Roque do Canaã      |                |
| Vitória        | 009    |                         | Cariacica      |
| Vitória        | 009    | Serra                   |                |
| Vitória        | 009    | Viana                   |                |
| Vitória        | 009    | Vila Velha              |                |
| Vitória        | 009    | Vitória                 |                |
| Guarapari      | 010    |                         | Alfredo Chaves |
| Guarapari      | 010    | Anchieta                |                |
| Guarapari      | 010    | Guarapari               |                |
| Guarapari      | 010    | Iconha                  |                |
| Guarapari      | 010    | Piúma                   |                |
| Guarapari      | 010    | Rio Novo do Sul         |                |

### Mesorregião do Sul Espírito-Santense
| Microrregião            | Código | Localização             | Municípios |
| ----------------------- | ------ | ----------------------- | ---------- |
| Alegre                  | 011    |                         | Alegre     |
| Alegre                  | 011    | Divino de São Lourenço  |            |
| Alegre                  | 011    | Dores do Rio Preto      |            |
| Alegre                  | 011    | Guaçuí                  |            |
| Alegre                  | 011    | Ibatiba                 |            |
| Alegre                  | 011    | Ibitirama               |            |
| Alegre                  | 011    | Irupi                   |            |
| Alegre                  | 011    | Iúna                    |            |
| Alegre                  | 011    | Muniz Freire            |            |
| Cachoeiro de Itapemirim | 012    |                         | Apiacá     |
| Cachoeiro de Itapemirim | 012    | Atílio Vivácqua         |            |
| Cachoeiro de Itapemirim | 012    | Bom Jesus do Norte      |            |
| Cachoeiro de Itapemirim | 012    | Cachoeiro de Itapemirim |            |
| Cachoeiro de Itapemirim | 012    | Castelo                 |            |
| Cachoeiro de Itapemirim | 012    | Jerônimo Monteiro       |            |
| Cachoeiro de Itapemirim | 012    | Mimoso do Sul           |            |
| Cachoeiro de Itapemirim | 012    | Muqui                   |            |
| Cachoeiro de Itapemirim | 012    | São José do Calçado     |            |
| Cachoeiro de Itapemirim | 012    | Vargem Alta             |            |
| Itapemirim              | 013    |                         | Itapemirim |
| Itapemirim              | 013    | Marataízes              |            |
| Itapemirim              | 013    | Presidente Kennedy      |            |